# Evangelische Kirche (Wiebelskirchen)

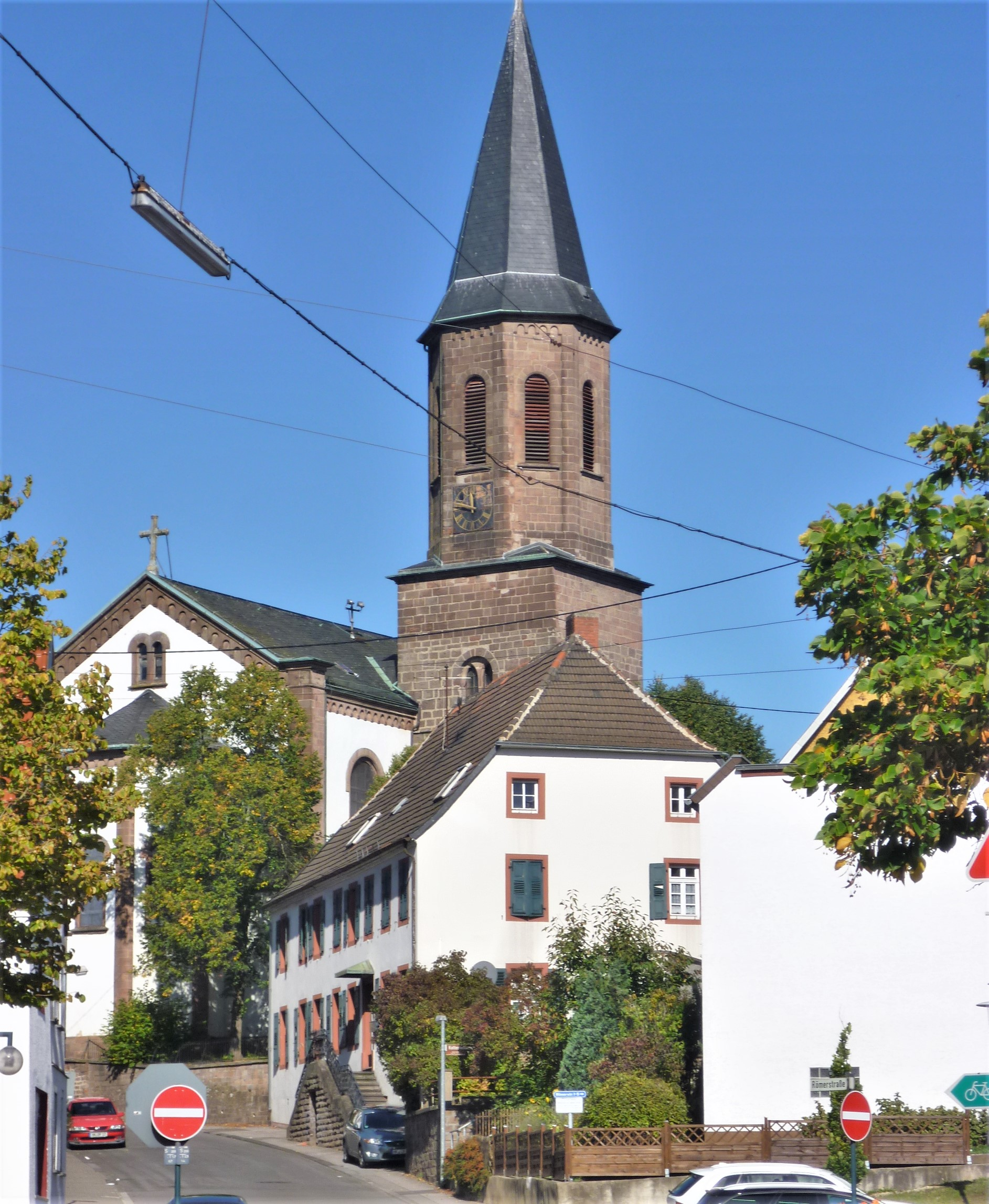
Die Evangelische Kirche Wiebelskirchen

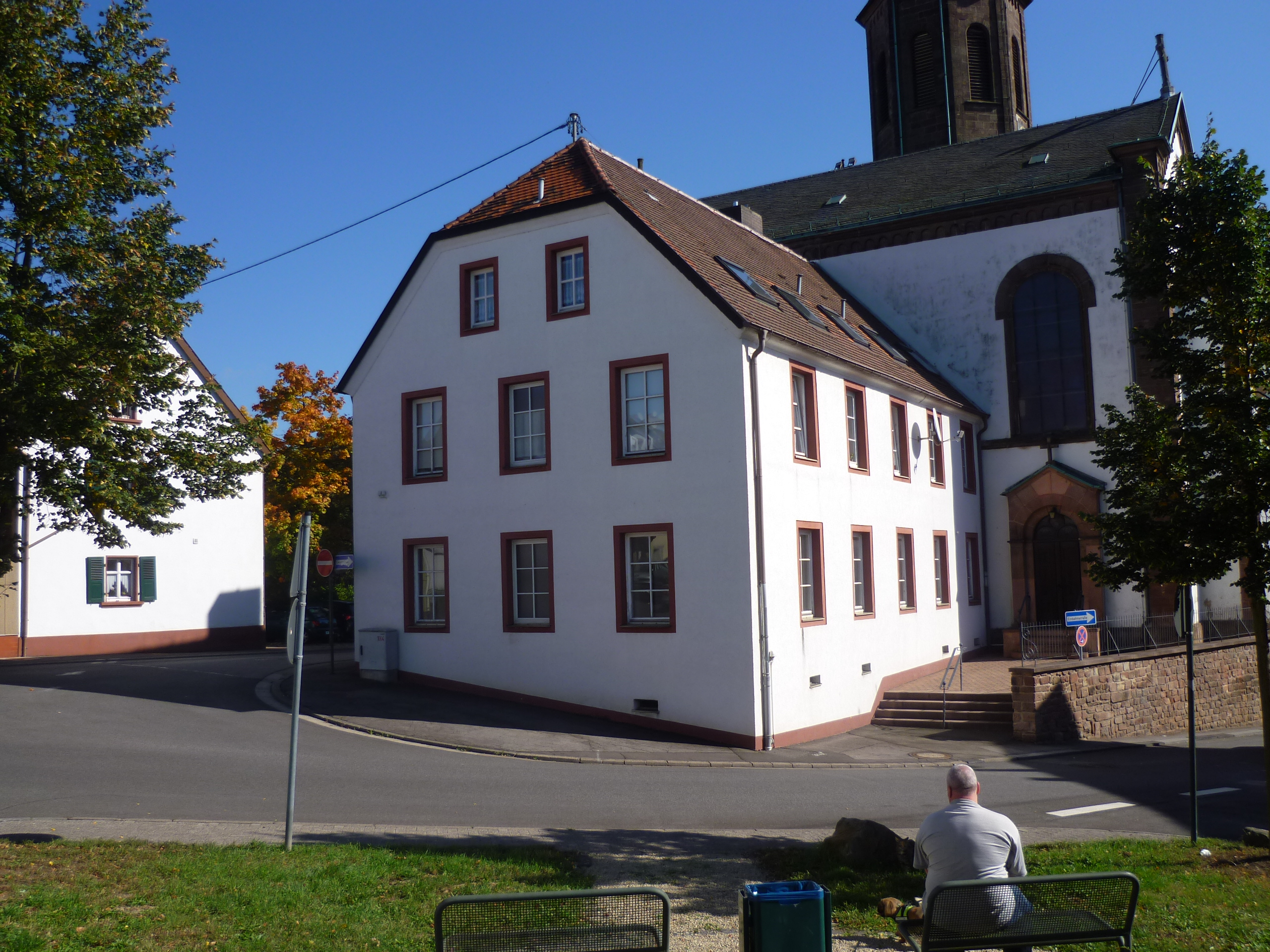
Haus an der Kirche, ehemaliges Schulhaus

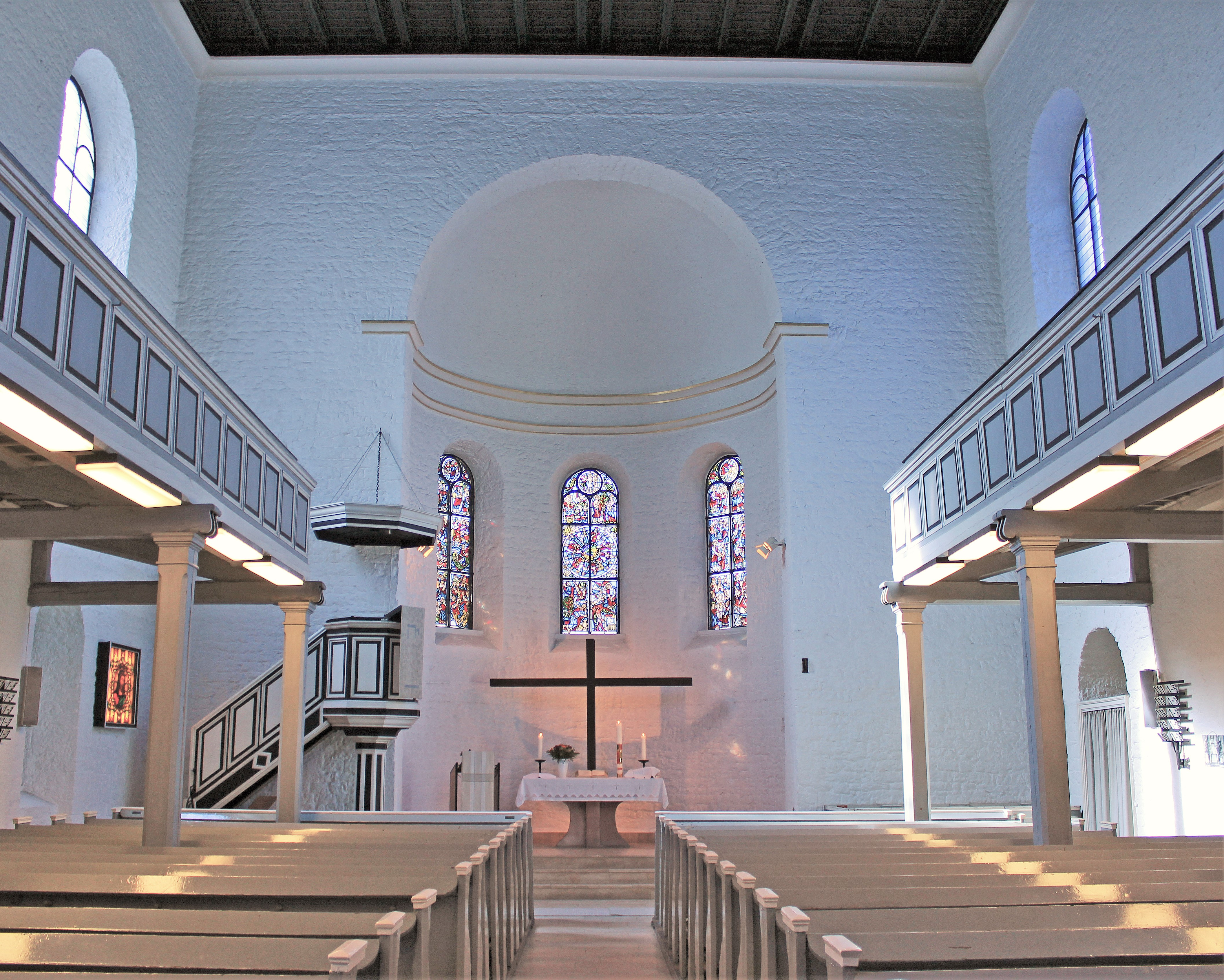
Blick ins Innere der Kirche

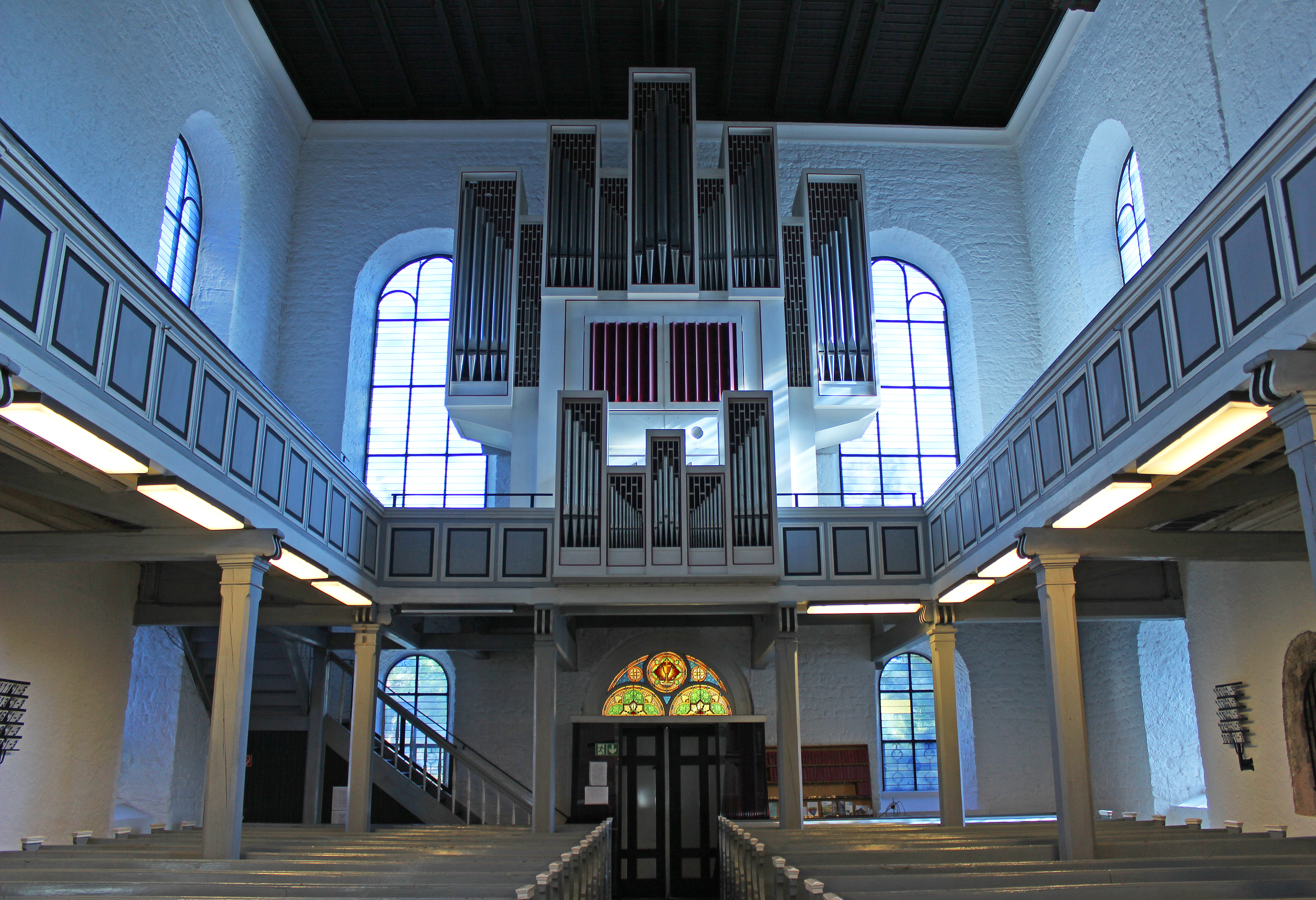
Blick zum Prospekt der Beckerath-Orgel

Die Evangelische Kirche Wiebelskirchen ist eine Kirche der Evangelischen Kirchengemeinde in Wiebelskirchen, einem Stadtteil des saarländischen Neunkirchen im Kirchenkreis Saar-Ost der Evangelischen Kirche im Rheinland. In der Denkmalliste des Saarlandes ist die Kirche als Einzeldenkmal aufgeführt.

## Geschichte
Im Jahr 1732 erfolgte der Neubau eines Kirchenschiffes an den Turmschaft der mittelalterlichen Vorgängerkirche. Bis 1860 verschlechterte sich der Bauzustand der Kirche erheblich, so dass es in den Jahren 1862 bis 1863 zu einem Neubau kam. Gleichzeitig erhielt der rechteckige Turmschaft einen achteckigen Aufsatz mit einem Spitzhelm. Architekt und Bauleiter war Kommunalbaumeister Ferdinand Neufang (Ottweiler).
1961 bis 1962 kam es im Altarraum zu Restaurierungs- und Umbaumaßnahmen, die Architekt Walter Heintz (Saarbrücken) leitete. 1969  erfolgte eine Innenrestaurierung sowie der Umbau des alten Schulhauses an der Kirche zum Gemeindehaus. Auch ein Taufraum entstand. 1974 wurde das Gotteshaus einer Außenrestaurierung unterzogen, der 1979 eine erneute Restaurierungsmaßnahme im Inneren folgte, bei der Teile der Ausstattung ersetzt wurden.

## Architektur und Ausstattung
Das heutige Kirchengebäude wurde im Stil der Neuromanik errichtet. Der Turm mit Spitzhelm weist eine Höhe von 46 Metern und einem Durchmesser von 6,65 Metern auf. In seinem unteren, rechteckigen Teil ist der Turm das älteste Bauwerk der Stadt Neunkirchen. An den Turm schließt sich im Westen das in Nord-Süd-Richtung verlaufende Kirchenschiff an, das in einem halbrunden Chorraum im Süden seinen Abschluss findet. Die Länge des Schiffes beträgt 20 Meter. In der Breite misst das Schiff 12 Meter und in der Höhe ebenfalls 12 Meter.
Sehenswert im Inneren der Kirche sind die drei von dem Glasmaler Ferdinand Selgrad 1997 geschaffenen Fenster im Chorraum, die Motive aus dem Alten und Neuen Testament zeigen. Für die Ausführung der Fenster zeichnete die Firma Kaschenbach (Trier) verantwortlich. Eine private Spende machte die Anschaffung der Fenster möglich.
Auffällig im Innenraum ist die hölzerne U-förmige Empore, die zweiseitig gewinkelt ist und so einen Teil über dem Haupteingang im Norden, auf dem die Orgel steht, und zwei seitliche Teile entlang der Wände des Kirchenschiffs bildet. Sie wird von vierkantigen Holzpfeilern getragen. Die Decke des Innenraums ist eine flache Holzbalkendecke. Im Chorraum steht ein Altar, dahinter befindet sich ein Kreuz. Links neben dem Chorraum steht die hölzerne Kanzel der Kirche, darüber ein ebenfalls aus Holz bestehender Schalldeckel.
Im Turm der Kirche befindet sich ein Geläut, bestehend aus vier Glocken, die zwischen 1952 und 1954 von der Glockengießerei Mabilon (Saarburg) gegossen wurden. Die Disposition des Geläuts lautet: e' - gis' - h' - cis".
Im Dachstuhl der Kirche, der durch den Turm erreichbar ist, wurde ein Museum eingerichtet.

## Orgel
Die Orgel der Kirche wurde 1965 von der Firma Beckerath (Hamburg) erbaut, die auch Teile der Vorgänger-Orgel von Stumm übernahmen. Das Instrument verfügt über 35 Register, verteilt auf drei Manuale und Pedal. Die Spieltraktur ist mechanisch, die Registertraktur ist elektrisch. Ein Teil der Orgelwerke ist in die Brüstung der Empore, auf der die Orgel aufgestellt ist, integriert. Die Disposition lautet wie folgt:
| I Rückpositiv C–g3 |                 |                |
| 1.                 | Holzgedackt     | 8′             |
| 2.                 | Quintadena      | 8′             |
| 3.                 | Prinzipal       | 4′             |
| 4.                 | Rohrflöte       | 4′             |
| 5.                 | Oktave          | 2′             |
| 6.                 | Quinte          | 1 ⁄3′          |
| 7.                 | Sesquialtera II | 2 ⁄3′ + 1 3⁄5′ |
| 8.                 | Scharff IV      | 1′             |
| 9.                 | Cromorne        | 8′             |
|                    | Tremulant       |                |

| II Hauptwerk C–g3 |              |       |
| 10.               | Gedackt      | 16′   |
| 11.               | Prinzipal    | 8′    |
| 12.               | Gedackt      | 8′    |
| 13.               | Oktave       | 4′    |
| 14.               | Flöte        | 4′    |
| 15.               | Quinte       | 2 ⁄3′ |
| 16.               | Oktave       | 2′    |
| 17.               | Mixtur IV-VI | 1 ⁄3′ |
| 18.               | Trompete     | 8′    |

| III Schwellpositiv C–g3 |               |        |
| 19.                     | Rohrflöte     | 8′     |
| 20.                     | Blockflöte    | 4′     |
| 21.                     | Nasat         | 2 ⁄3′  |
| 22.                     | Kleinflöte    | 2′     |
| 23.                     | Terz          | 1 3⁄5′ |
| 24.                     | Sifflöte      | 1′     |
| 25.                     | Cymbel III    | 1⁄2′   |
| 26.                     | Trichterregal | 8′     |
| 27.                     | Schalmei      | 4′     |
|                         | Tremulant     |        |

| Pedal C–f1 |                 |       |
| 28.        | Unterbaß        | 16′   |
| 29.        | Oktavbaß        | 8′    |
| 30.        | Oktave          | 4′    |
| 31.        | Nachthorn       | 2′    |
| 32.        | Rauschpfeife IV | 2 ⁄3′ |
| 33.        | Fagott          | 16′   |
| 34.        | Trompete        | 8′    |
| 35.        | Schalmei        | 4′    |

- Koppeln: I/II, III/II, I/P, II/P, III/P
- Spielhilfen: 5 Setzerkombinationen, 2 Pedalsetzerkombinationen